# 完美家伙
《完美家伙》（英語：The Perfect Guy）是一部2015年大卫·M·罗森索执导的美国惊悚片，艾倫·B·麥爾羅伊和Tyger Williams编剧，桑娜·莱瑟、迈克尔·伊雷和摩里斯·切斯塔特主演。伊雷和莱瑟还兼任执行制片。美国于2015年9月11日公映。

## 剧情
事業成功的莉雅與男友分手不久後，遇上在IT產業工作迷人又帥氣的卡特，原以為卡特將會是她夢寐以求的夢幻男友，卻意外發現卡特其實是有暴力傾向的恐怖情人。她該如何才能擺脫卡特的糾纏呢？

## 角色
- 莎娜·拉森 - Leah Vaughn
- 麥克·艾里 - Carter Duncan
- 摩里斯·切斯塔特 - David King
- 泰絲·哈珀 - Mrs. McCarthy
- 查爾斯·S·達頓 - Leah's father
- 凱瑟琳·莫里斯 - Karen
- 盧蒂娜·衛斯理 - Alicia
- 赫特·麥卡藍 - Detective Hansen
- 羅尼·吉恩·貝爾維斯 - Dalton
- 夏恩·露絲歐 - Cindy
- 麥可·潘恩斯 - Cooper

## 制作
2014年8月6日在洛杉矶开拍，大多采用索尼摄像机在夜间拍摄完成了许多变形镜头，以制造悬疑惊悚的气氛。9月中旬杀青。

## 评价
烂番茄新鲜度只有31%，Metacritic上媒体综评39分，获得大多差评。不过在CinemaScore上观众则给出了"A-"的好评。

## 票房
北美首周末获得2670万美元名列榜首。次周末取得960万列第四位。
| 上一届： 《战争房间》 | 2015年美國週末票房冠軍 第37周 | 下一届： 《移动迷宫2》 |